# Gudstjänst (film)
Gudstjänst är en svensk thriller- och skräckfilm från 2024. Filmen är regisserad av Ludvig Gür, som även skrivit manus.
Filmen hade biopremiär i Sverige den 2 augusti 2024, utgiven av Lucky Dogs.

## Handling
Filmen kretsar kring Theodor som är präst i en liten by. När hans fru mirakulöst överlever en dödlig sjukdom som ifrågasätts i byn måste han bevisa för byn att det var Guds kraft som räddade henne.

## Rollista (i urval)
- Linus Wahlgren – Theodor
- Thomas Hanzon – Jonas
- Vilhelm Blomgren – Erik
- Lisa Henni – Felicia
- Malin Arvidsson – Vera
- Charlie Gustafsson – Adam
- Isabelle Grill – Hannah
- Mattias Kindberg – Småstorpsmannen
- Ines Milans – Wilma
- Kola Krauze – Peter
- Magnus Sundberg – Lukas
- Fredrik Hiller – Fredrik Malm
- Kristofer Kamiyasu – Robban